# Răzvan Ciucă
Răzvan Ciucă (n. 25 martie 1947, Constanța, România – d. 18 august 2022, București, România) a fost un profesor de istorie, muzeograf, etnolog și expert de patrimoniu din România, care s-a remarcat prin activitatea sa de inițiere și coordonare a Muzeului Național al Agriculturii din Slobozia.

## Biografie
S-a născut în Constanța în ziua de Buna Vestire, dar cea mai mare parte din viață și-a petrecut-o în reședința județului Ialomița.
Copilăria a petrecut-o la Comănești și a urmat facultatea de istorie la București
1990 a fost anul în care a înființat Muzeul Agriculturii – devenit mai târziu de interes național și, de unde a fost pensionat în anul 2011.
A depus efort pentru a aduce biserica de lemn din Poiana în curtea Muzeului Agriculturii.
În anul 2014 a fost pus sub control judiciar – în calitatea sa de expert în patrimoniul tehnic agricol, într-o anchetă ce vizează un posibil trafic de locomotive cu abur, de patrimoniu.

## Carieră
Director fiind al Muzeului Județean Ialomița, a fost cel care a militat și a reușit chiar în inima grânarului României – Bărăganul, să înființeze un muzeu având ca obiect de activitate agricultura și arheologia industrială, iar ca arie de competență întreg teritoriul Romaniei.
 Pentru eforturile sale în această direcție, fost decorat în anul 2010 cu „Meritul Cultural” în gradul de ofițer.
În anul 2010 – de această dată ca unic autor, a publicat monografia intutulată Viața agrară a Sloboziei : de la Leon Tomșa la Nicolae Ceaușescu.
După pensionare, s-a ocupat de crearea unui muzeu al vinului pe Domeniile Ostrov din Dobrogea.